# La Jamais Contente
La Jamais Contente (in italiano "La mai contenta"), è un'auto elettrica costruita nel 1899 dalla Compagnie générale belge des transports automobiles Jenatzy con la denominazione originale di Cita nº 25, entrata nella storia per essere stata la prima autovettura a superare la velocità di 100 km/h.

## Storia
Alla fine del XIX secolo la miglior tipologia di trazione per la "voiture automobile" era ancora molto dibattuta tra i sostenitori del motore a scoppio e quelli che ritenevano più adatte la trazione elettrica o a vapore.
Allo scopo di mettere alla prova le varie tecnologie, il giornale "La France Automobile" aveva deciso di indire alcune manifestazioni velocistiche su strada, ove veniva misurata la velocità delle vetture sul chilometro lanciato.
Molti i partecipanti, ma due di questi si danno battaglia a ogni gara, a bordo dei loro veicoli a trazione elettrica: sono il francese Gaston de Chasseloup-Laubat e il belga Camille Jenatzy.
Jenatzy a bordo de La Jamais Contente, alla sua prima uscita sul rettifilo del parco di Achères il 17 gennaio 1899, raggiunge la velocità di 66,5 km/h, subito battuta dal rivale de Chasseloup-Laubat che, cinque giorni dopo, raggiunge i 70 km/h.
Il 27 gennaio le due velociste si trovano fianco a fianco, ma la sorte non arride a Jenatzy che si deve fermare per noie meccaniche, mentre l'avversario taglia il traguardo alla velocità di 80,5 km/h.
Ma La Jamais Contente denuncia una serie di problemi che obbligano Jenatzy a sostanziali modifiche, tanto impegnative da non poter essere presente alla già programmata manifestazione del 20 marzo, dove de Chasseloup-Laubat raggiunge la strabiliante velocità di 93,750 km/h.
È il 1º maggio 1899 (o il 29 aprile in dipendenza delle fonti) quando Jenatzy scende in campo per dimostrare la preponderanza tecnica della sua vettura a forma di siluro. Dopo il lancio di 500 metri, La Jamais Contente percorre il chilometro alla velocità media di 105,88 km/h, fermando il cronometro sui 34 secondi netti. Per ottenere questo risultato i due motori, uno per ciascuna ruota posteriore, vengono survoltati il tempo necessario a stabilire il primato e la potenza regolata dalla combinazione in serie o in parallelo dei motori e delle batterie.